# Vlag van Reiderland (gemeente)

Vlag van Reiderland

De vlag van Reiderland werd op 25 juni 1991 bij raadsbesluit vastgesteld als de gemeentelijke vlag van de toenmalige gemeente Reiderland. De beschrijving luidt als volgt:
Twee banen van geel en blauw, waarvan de lengten zich verhouden als 1:2; de scheiding tussen de banen is gekanteeld.
De vlag is een weergave van het gemeentewapen, met weglating van de stukken.
In 2010 werd de gemeente opgeheven en ging op in Oldambt. Hierdoor kwam de gemeentevlag te vervallen. 

## Verwant symbool

Wapen van Reiderland

Adorp 
· Aduard 
· Appingedam 
· Bedum 
· Beerta 
· Bellingwedde 
· Bierum 
· De Marne 
· Delfzijl 
· Eemsmond 
· Eenrum 
· Finsterwolde 
· Grootegast 
· Haren 
· Hefshuizen 
· Hoogezand 
· Hoogezand-Sappemeer 
· Hoogkerk 
· Kloosterburen 
· Leek 
· Leens 
· Loppersum 
· Marum 
· Menterwolde 
· Muntendam 
· Nieuwe Pekela 
· Nieuweschans 
· Oldekerk 
· Oosterbroek 
· Oude Pekela 
· Reiderland 
· Sappemeer 
· Scheemda 
· Slochteren 
· Stedum 
· Ten Boer 
· Termunten 
· Uithuizen 
· Uithuizermeeden 
· Ulrum 
· Vlagtwedde 
· Warffum 
· Wildervank 
· Winschoten 
· Winsum 
· Zuidhorn